# Peniculia
Peniculia es una subclase de protistas del filo Ciliophora, que incluye al orden Peniculida, al cual pertenece el bien conocido Paramecium y sus parientes cercanos. La mayoría de las especies de este grupo son formas relativamente grandes, de agua dulce, que se alimentan de organismos más pequeños que son barridos hacia la boca mediante los cilios. Tienen ciclos vitales simples, y en muchos casos incluso no forman quistes.
El cuerpo presenta típicamente cilios uniformes, densos, que también cubren el vestíbulo que precede a la boca. Los extrusomas se presentan típicamente bajo la forma de tricocistos que lanzan filamentos, y nunca como mucocistos. Los cilios orales incluyen los peniculi, que corresponden a las membranelas de los grupos relacionados. Se disponen profundamente en la cavidad bucal, paralelamente a la boca. En la base de los cilios orales y periorales se presentan barras (nematodesmata), pero no se apoyan en cyrtos como en algunas otras clases. Se reconocen dos subórdenes:
- Frontoniina tienen típicamente una cavidad bucal menos profunda, con una membrana paroral larga y cinetias somáticas más densas a la derecha de la boca. Estas se denominan opriocinetias y participan en la formación de la nueva boca durante la división celular.

- Parameciina tienen típicamente una cavidad bucal más profunda, con peniculi principalmente delante de la boca y una membrana paroral reducida, aunque todavía presente durante la interfase.

Peniculida fue primero definido por Fauré-Fremiet en 1956, como uno de tres subórdenes de Hymenostomatida, que ahora se tratan como subclases de Oligohymenophorea. En 1985, fueron divididos en dos subórdenes por Small y Lynn, incluidos en la clase Nassophorea. Ciertas particularidades ultraestructurales, tales como la presencia de nematodesmata, fueron considerados un indicador de que los cyrtos están ausentes secundariamente. Sin embargo, esquemas más recientes revierten este movimiento.